# Audre guttata
Audre guttata är en fjärilsart som beskrevs av Hans Ferdinand Emil Julius Stichel 1910. Audre guttata ingår i släktet Audre och familjen Riodinidae. Inga underarter finns listade i Catalogue of Life.